# Allermuir Hill
Allermuir Hill är en kulle i Storbritannien.   Den ligger i kommunen City of Edinburgh och riksdelen Skottland, i den centrala delen av landet, 500 km norr om huvudstaden London. Toppen på Allermuir Hill är 493 meter över havet, eller 230 meter över den omgivande terrängen. Bredden vid basen är 5,3 km.
Terrängen runt Allermuir Hill är platt åt nordost, men åt sydväst är den kuperad.Runt Allermuir Hill är det tätbefolkat, med 297 invånare per kvadratkilometer. Närmaste större samhälle är Edinburgh, 8,1 km norr om Allermuir Hill. Trakten runt Allermuir Hill består i huvudsak av gräsmarker.